# Roman Potočný
Roman Potočný (Roudnice nad Labem, 25 de abril de 1991) es un futbolista checo que juega en la demarcación de delantero para el S. K. Líšeň de la Liga Nacional de Fútbol de la República Checa.

## Selección nacional
Hizo su debut con la selección de fútbol de República Checa el 7 de septiembre de 2020 en un partido de la Liga de las Naciones de la UEFA contra Escocia que finalizó con un resultado de 1-2 a favor del combinado escocés tras los goles de Lyndon Dykes, y de Ryan Christie para Escocia, y de Jakub Pešek para la República Checa.

## Clubes
| Club                              | País            | Año       | Partidos | Goles |
| --------------------------------- | --------------- | --------- | -------- | ----- |
| Bohemians 1905                    | República Checa | 2011-2012 | 6        | 0     |
| S. K. Roudnice nad Labem (cedido) | República Checa | 2012      |          |       |
| SFC Opava (cedido)                | República Checa | 2013      | 7        | 0     |
| F. C. MAS Táborsko (cedido)       | República Checa | 2013-2014 | 6        | 0     |
| S. K. Sokol Brozany (cedido)      | República Checa | 2014      | 1        | 2     |
| F. K. Teplice                     | República Checa | 2015-2017 | 57       | 10    |
| F. C. Slovan Liberec              | República Checa | 2017-2020 | 92       | 22    |
| F. C. Baník Ostrava               | República Checa | 2020-2022 | 48       | 4     |
| F. C. Fastav Zlín (cedido)        | República Checa | 2021      | 16       | 3     |
| F. C. Viktoria Pilsen (cedido)    | República Checa | 2022      | 2        | 0     |
| S. K. Dynamo České Budějovice     | República Checa | 2022-2023 | 35       | 2     |
| F. C. Zbrojovka Brno              | República Checa | 2023-2025 | 49       | 20    |
| S. K. Líšeň                       | República Checa | 2025-     | 11       | 1     |

## Palmarés

### Títulos nacionales
| Título                               | Club                  | País            | Año  |
| ------------------------------------ | --------------------- | --------------- | ---- |
| Liga de Fútbol de la República Checa | F. C. Viktoria Pilsen | República Checa | 2022 |